# British Fascisti
British Fascisti (BF) (senare British fascists) var den första uttalat fascistiska organisationen i Storbritannien, grundad 1923 av Rotha Lintorn-Orman i efterdyningarna av Benito Mussolinis marsch mot Rom. Partiet upplöstes 1936 i och med Rotha Lintorn-Orman död 1935.

## Organisation och politik
Partiet, som hade många tidigare armeofficerare och andra veteraner från Första världskriget, nöjde sig med att sköta möten åt det Konservativa partiet, något som fick de mer radikala medlemmarna att bilda National Fascisti. En av få politiska ståndpunkter BF hade var en sänkning av inkomstskatten så att de rika kunde anställa mer betjänter för att minska arbetslösheten. BF kom senare att förespråka en korporativ stat.
Kända personer som varit medlemmar i rörelsen är bland annat William Joyce, Neil Francis Hawkins, Maxwell Knight och Arnold Leese.

## Generalstrejken 1926
Vid generalstrejken 1926 hade organisationen bytt namn till British Fascists. Partiet uppfattade generalstrejken som ett första steg mot kommunism i Storbritannien.
Partiet ville ansluta sig till Organisation for the Maintenance of Supplies (OMS), som skulle organisera strejkbrytare, men fick inte ansluta sig om de inte avsa sig fascismen. På grund av detta kom BF att splittras än en gång där en minoritet av BF lämnade och bildade Loyalists ledd av den tidigare ordföranden för BF Brigadgeneralen R. B. D. Blakeney.